# 威廉·李
威廉·李（英語：William Lee，1750年代—1810年）是喬治·華盛頓的奴隸和貼身助理。他是華盛頓唯一一個在遺囑中直接立即放歸自由的奴隸。李在整個美國獨立戰爭期間全程隨侍於華盛頓身邊，偶爾會貼身出現於描繪華盛頓的畫作中，是他那個時代最受關注的非裔美國人之一。

## 早年生活

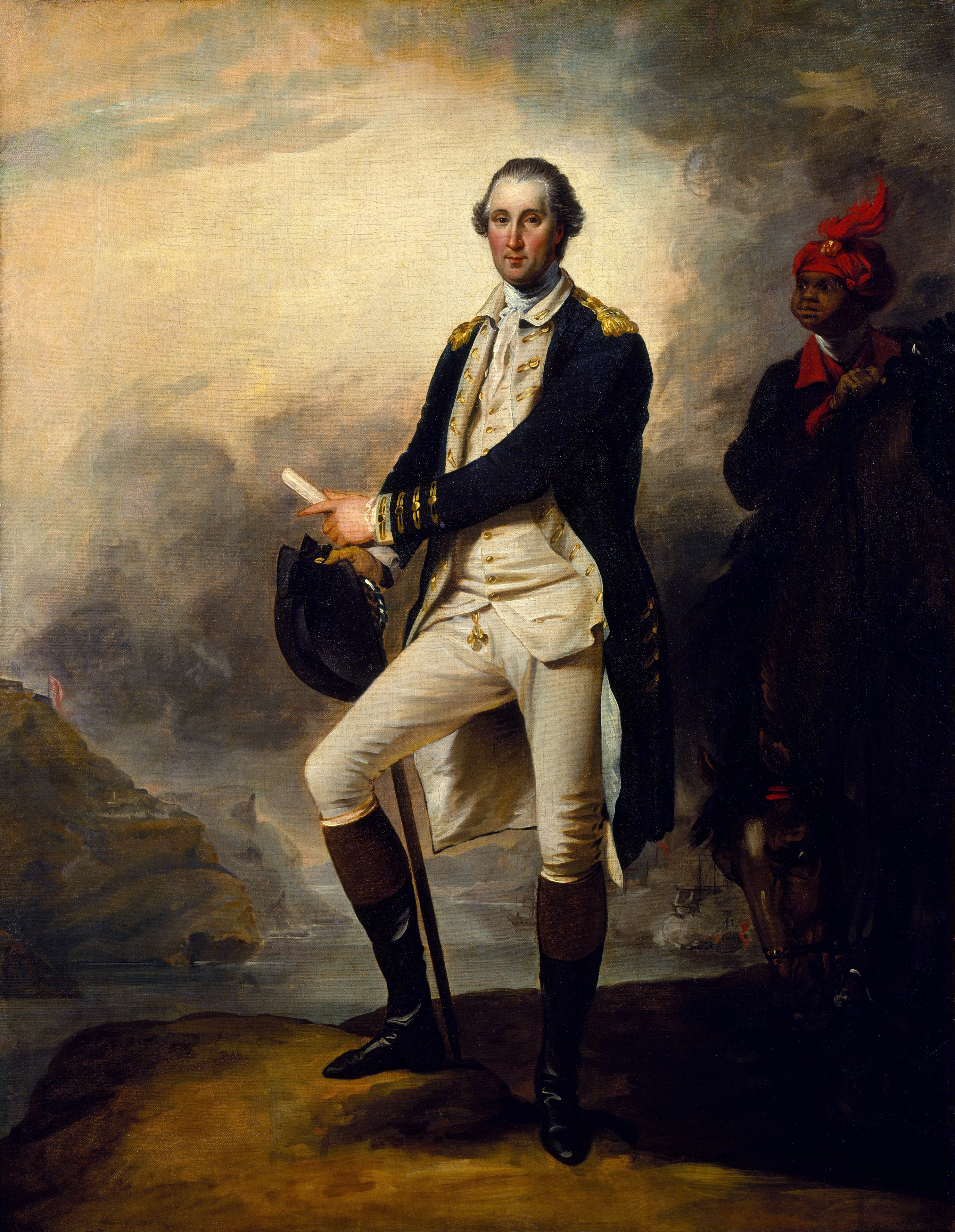
在約翰·程布爾於1780年在倫敦所繪的喬治·華盛頓 (程布爾)畫作中牽馬的人，可能就是照著李來繪製的，據程布爾本人服役於華盛頓麾下之後五年的記憶所畫。

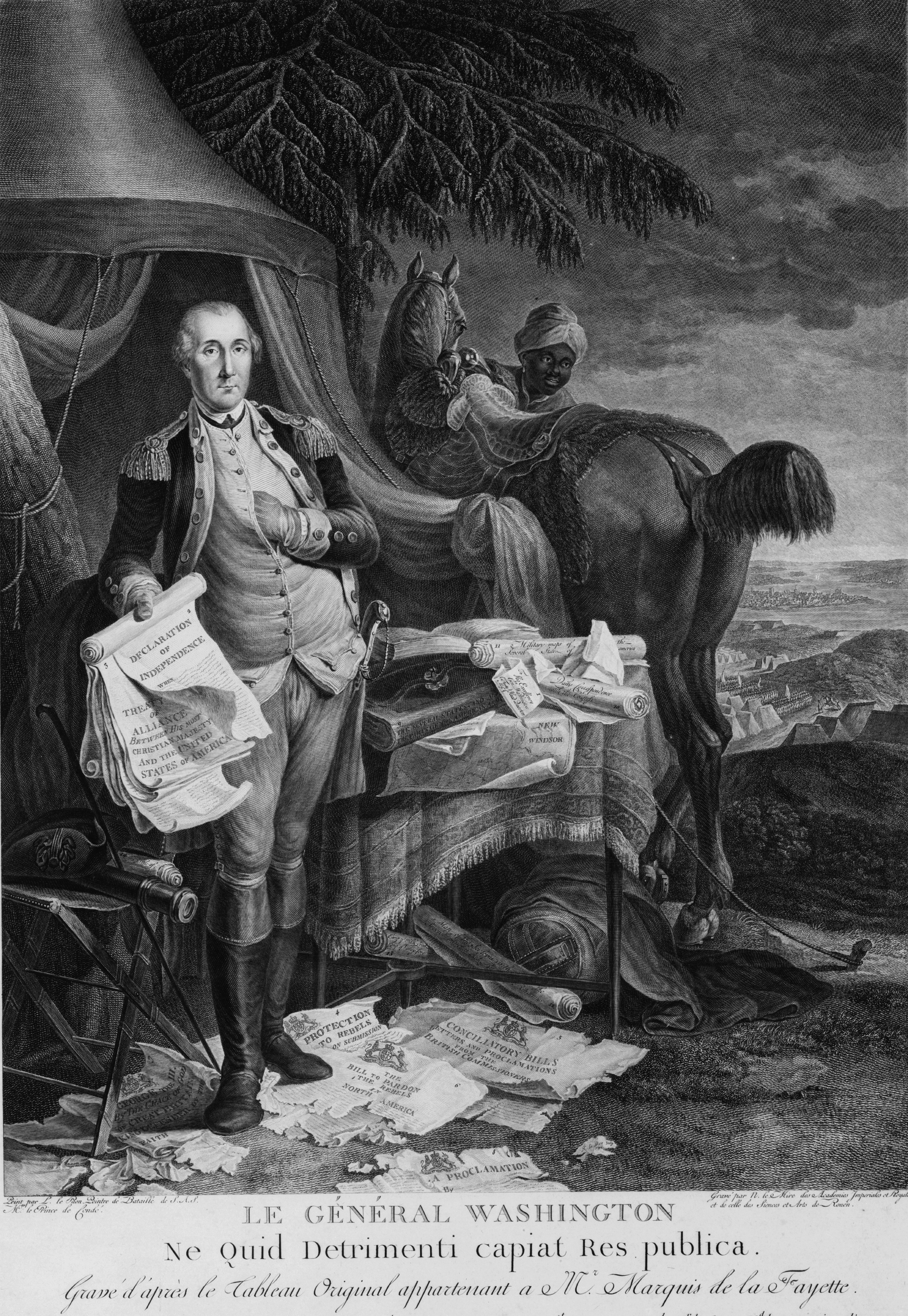
約1780年的法國版畫，畫的是手持獨立宣言的華盛頓將軍。馬後的黑人身份不明，但可能就是代表李。

李出生於1750年左右，在1768年5月27日被轉手買賣，在當時還是個青少年。出價的是喬治·華盛頓，在其帳簿中標明為黑白混血（Mulatto Will），出自故約翰·李上校位於威斯摩蘭縣 (維吉尼亞州)的莊園，作價61英鎊15先令。威廉保留下前主人的“李”姓。威廉的兄弟法蘭克當時也一併被買下，外加另兩名奴隸。華盛頓為威廉和弗蘭克付出高價，因為他們將成為家奴，而非農奴。威廉和法蘭克兩兄弟常被挑中成為家中僕役。法蘭克成為華盛頓維農山莊的管家；威廉則角色多變，當過華盛頓的僕役與內侍。身為男僕也幹些家務，如梳理華盛頓的長髮，別在其腦後。

## 獵手
華盛頓經常獵狐，李就當他的獵手並管理犬隻，這需要嫻熟的馬術以在馬背上吹響狩獵號角發信號。華盛頓的繼孫喬治·華盛頓·帕克·喀斯提斯在回憶錄中描述過一次李行獵的過程：
威爾，好個獵手，革命時期中人稱比利，策騎名為Chinkling的健馬。馬善躍，且像極了其騎手，個子小而結實，一身銅筋鐵骨。威爾受命只做一件事，就是管好獵犬。他騎著Chinkling，身背法國號，幾乎人馬一體，馬刺在側。這名無畏的獵手疾衝，是全速吧，穿出障礙或纏結的枝條，一種令當今獵手瞠乎其後的作派。
威廉·李在狩獵號角上的生涯和其他黑人或混血獵手的一樣，大量闕失，被認為是“因奴主和奴隸制的利益而受剝削”。

## 獨立戰爭
獨立戰爭爆發前，李經常與華盛頓一道前往威廉斯堡 (維吉尼亞州)的市民院，或進行像1770年俄亥俄河谷測量之類的探險，和1774年費城第一次大陸會議等行程。在獨立戰爭的八年中，李一直隨侍於華盛頓身邊，包括在福吉谷的冬天，和約克鎮圍城戰役等。
據史學家Fritz Hirschfeld所言，李「在激戰中策騎於華盛頓身邊，準備著將備用馬匹或望遠鏡或其他一應物品遞交給將軍。」

## 晚年生活
李的妻子是瑪格麗特·湯瑪斯·李，一名曾於戰時在華盛頓的總司令部受使喚的自由黑人，來自費城。奴隸婚姻當時不受維吉尼亞州法承認，但在1784年，應這對夫婦所求，華盛頓試過安排瑪格麗特搬進維農山莊與丈夫合居。她是否真進過維農山莊則不得而知。
1785年，李在為華盛頓探險時傷了膝蓋。三年後，他在去亞歷山卓 (維吉尼亞州)郵局的路上摔倒，又傷了另一邊膝蓋，成了重殘。1789年華盛頓當選總統後，李想赴紐約市參加華盛頓第一次總統就職典禮，卻不得不留在費城治傷。幾位替他看診的醫生為其膝蓋造出鋼支架，讓他能入值華盛頓的官邸。法蘭克的外甥克里斯多佛·煦爾斯到紐約市協助李，並於1790年接手李在費城總統府內的工作。
到了華盛頓於1797年退休後，李的傷殘也使他無法繼續以前的工作，他生命中的最後幾年留在維農山莊充當鞋匠，並在酗酒中苦苦掙扎。參訪維農山莊的美國獨立戰爭退伍軍人們經常駐足著與李一道回想戰時往事。
1799年，華盛頓去世後在遺囑中釋李自由之身，並引述“他在獨立戰爭期間忠心耿耿”。李是華盛頓124名奴隸中唯一一個在遺囑中直接放歸自由的。餘下的奴隸依其遺囑將在其妻馬莎·華盛頓身後得獲自由。李在餘生可領取30美元的年金養老，並可自選是否留在維農山莊。他選擇留下來，其後就葬在那裏。

## 遺留
「如果比利·李是個白人，」史學家Fritz Hirschfeld如是寫道：「他就會因職涯中最激勵人心的時刻與喬治·華盛頓同進退而在美國歷史上據有一席之地。但由於他是個黑人僕役，是個卑賤的奴隸，黑白兩方的歷史學家和傳記作者都對他視而不見。」

## 人物描繪
- 1984年CBS的迷你劇集《喬治·華盛頓》中，李由榮恩·加拿大（英语：Ron Canada）飾演。[12]
- Lee is portrayed by  in the AMC影集轉變：華盛頓的間諜（英语：Turn: Washington's Spies） (2014–2017)中，Gentry White飾演李。他在第二季的《福吉谷》一集中戲份吃重。[13]
- 仙斯雷·羅伊·班尼特（英语：Hainsley Lloyd Bennett）在2020年的迷你劇集《喬治·華盛頓》中飾演李。
- Quinton Castle在2025年的紀錄片《美國奇跡：我國絕非偶然》及電影《以利亞與喬治：革命故事》中都飾演李。